# Kipper (vis)

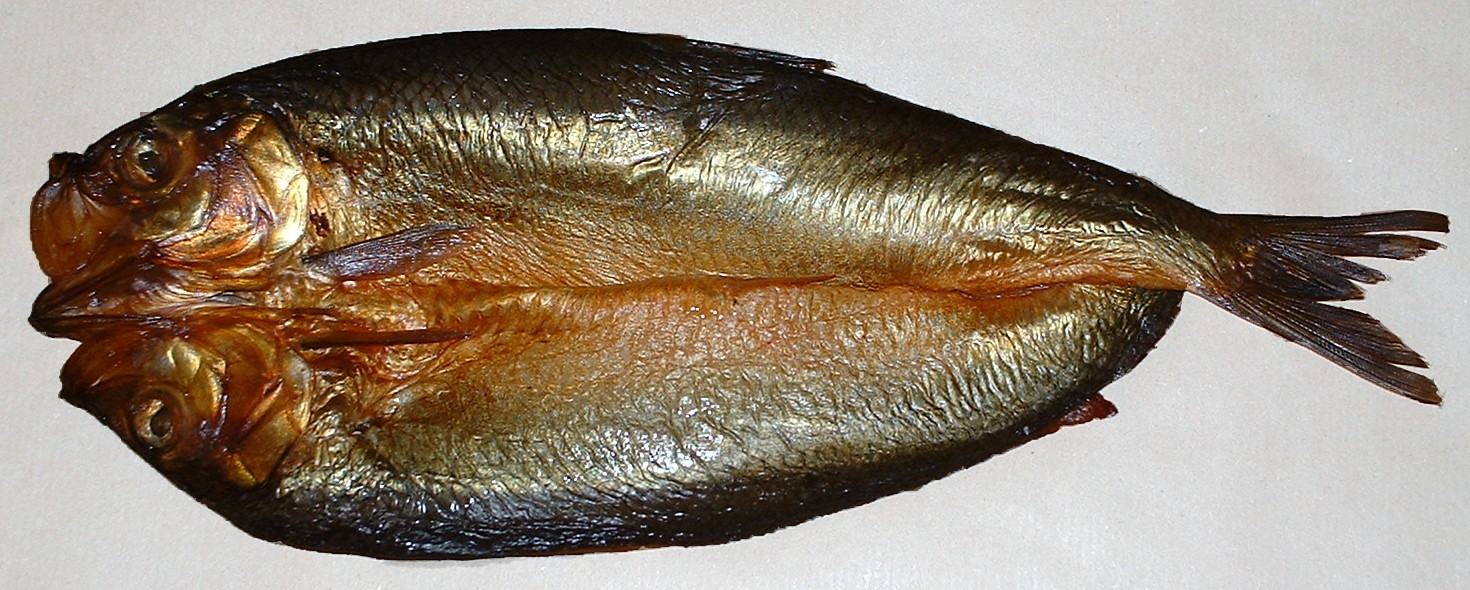
Kipper

Een kipper is een op een bepaalde manier gerookte haring. De Engelsen verstaan er een koudgerookte vis onder. De vis wordt gespleten, gepekeld en vervolgens koud gerookt. In Nederland is de kipper een warmgerookte (gestoomde) haring. Koudgerookte kipper is een van de onderdelen van het traditionele Engelse ontbijt. Andere vormen van gerookte haring zijn brado, brander, bokking (spekbokking of strobokking of, indien, in Harderwijk gerookt, Harderwijker).